# Vojka (Stara Pazova)
Pour les articles homonymes, voir Vojka.
Vojka (en serbe cyrillique : Војка) est une localité de Serbie située dans la province autonome de Voïvodine. Elle fait partie de la municipalité de Stara Pazova dans le district de Syrmie (Srem). Au recensement de 2011, elle comptait 4 752 habitants.
Vojka est officiellement classée parmi les villages de Serbie. La localité est mentionnée pour la première fois en 1416.

## Démographie

### Évolution historique de la population
| 1948  | 1953  | 1961  | 1971  | 1981  | 1991  | 2002  | 2011  |
| ----- | ----- | ----- | ----- | ----- | ----- | ----- | ----- |
| 3 748 | 3 812 | 3 928 | 4 923 | 4 343 | 4 642 | 5 012 | 4 752 |

|  |